# Chrysoporthe
Chrysoporthe — рід грибів родини Cryphonectriaceae. Назва вперше опублікована 2004 року.

## Класифікація
До роду Chrysoporthe відносять 7 видів:
- Chrysoporthe austroafricana
- Chrysoporthe cubensis
- Chrysoporthe doradensis
- Chrysoporthe hodgesiana
- Chrysoporthe inopina
- Chrysoporthe syzygiicola
- Chrysoporthe zambiensis